# Qualitätsindikator
Ein Qualitätsindikator ist ein quantitatives Maß, welches zum Monitoring und zur Bewertung der Qualität wichtiger Leitungs-, Management- und unterstützender Funktionen genutzt werden kann, die sich auf ein Ergebnis (Dienstleistungsprozess oder Produktionsprozess) auswirken. Ein Indikator ist kein direktes Maß der Qualität. Es ist mehr ein Werkzeug, das zur Leistungsbewertung benutzt werden kann, das Aufmerksamkeit auf potentielle Problembereiche lenken kann, die einer intensiven Überprüfung innerhalb einer Organisation bedürfen könnten. Die erhobenen Messwerte können sich innerhalb oder außerhalb eines Referenzbereiches bewegen oder einen Referenzwert über- oder unterschreiten. Vielfach synonym zum Begriff Qualitätsindikator wird der Begriff Kennzahl verwendet.
Medizinische Qualitätsindikatoren (=Klinische Messgrößen) messen Eigenschaften der Gesundheitsversorgung (z. B. von Strukturen, Prozessen und Ergebnissen), die im Rahmen des Qualitätsmanagements bewertet werden sollen.
In Deutschland und der Schweiz existieren mittlerweile umfangreiche Programme zur Qualitätsbewertung der medizinischen Versorgung anhand von Qualitätsindikatoren (z. B. des AQUA-Instituts in Göttingen und der health care research institute AG in Zürich). Die BQS hat mit Qualify ein Instrument entwickelt, mit dem die Güte von Qualitätsindikatoren mit wissenschaftlicher Methodik bestimmt werden kann.